# 矢田雅之
矢田 雅之（やだ まさゆき、1943年7月29日 - ）は、日本の経営者。東京都出身。

## 経歴
1966年に慶應義塾大学経済学部を卒業し、同年に森永商事に入社。1968年6月に森永製菓に転じ、1999年6月に取締役を就任し、2000年6月に常務、2004年6月に専務を経て、2004年6月から2013年6月までに社長を務めた。